# Oecobius
Oecobius (лат.) — род аранеоморфных пауков из семейства Oecobiidae. Включает в себя 87 видов. Очень маленькие пауки, размером 1,5—2 мм. Вид Oecobius navus распространён повсеместно.

## Виды
- Oecobius achimota Shear & Benoit, 1974 (Гана)
- Oecobius aculeatus Wunderlich, 1987 (Канарские о-ва)
- Oecobius affinis O. P.-Cambridge, 1872 (Сирия, Иордания)
- Oecobius agaetensis Wunderlich, 1992 (Канарские о-ва)
- Oecobius albipunctatus O. P.-Cambridge, 1872 (Сирия)
- Oecobius alhoutyae Wunderlich, 1995 (Kuwait)
- Oecobius amboseli Shear & Benoit, 1974 (Египт, Кения, Уганда)
- Oecobius annulipes Lucas, 1846 (Алжир)
- Oecobius ashmolei Wunderlich, 1992 (Канарские о-ва)
- Oecobius beatus Gertsch & Davis, 1937 (Мексика)
- Oecobius bracae Shear, 1970 (Мексика)
- Oecobius brachyplura Strand, 1913 (Израиль)
- Oecobius brachyplura demaculata Strand, 1914 (Израиль)
- Oecobius bumerang Wunderlich, 2011 (Канарские о-ва)
- Oecobius caesaris Wunderlich, 1987 (Канарские о-ва, Азорские о-ва)
- Oecobius cambridgei Wunderlich, 1995 (Ливан)
- Oecobius camposi Wunderlich, 1992 (Канарские о-ва)
- Oecobius cellariorum (Dugès, 1836) (повсеместно)
- Oecobius chiasma Barman, 1978 (Индия)
- Oecobius civitas Shear, 1970 (Мексика)
- Oecobius concinnus Simon, 1893 (от США до Бразилии, Галапагосские о-ва
- Oecobius culiacanensis Shear, 1970 (Мексика)
- Oecobius cumbrecita Wunderlich, 1987 (Канарские о-ва)
- Oecobius depressus Wunderlich, 1987 (Канарские о-ва)
- Oecobius dolosus Wunderlich, 1987 (Канарские о-ва)
- Oecobius doryphorus Schmidt, 1977 (Канарские о-ва)
- Oecobius duplex Wunderlich, 2011 (Канарские о-ва)
- Oecobius eberhardi Santos & Gonzaga, 2008 (Коста-Рика)
- Oecobius erjosensis Wunderlich, 1992 (Канарские о-ва)
- Oecobius fortaleza Wunderlich, 1992 (Канарские о-ва)
- Oecobius fuerterotensis Wunderlich, 1992 (Канарские о-ва)
- Oecobius furcula Wunderlich, 1992 (Канарские о-ва)
- Oecobius gomerensis Wunderlich, 1979 (Канарские о-ва)
- Oecobius hayensis Wunderlich, 1992 (Канарские о-ва)
- Oecobius hidalgoensis Wunderlich, 1992 (Канарские о-ва)
- Oecobius hierroensis Wunderlich, 1987 (Канарские о-ва)
- Oecobius hoffmannae Jiménez & Llinas, 2005 (Мексика)
- Oecobius idolator Shear & Benoit, 1974 (Буркина-Фасо)
- Oecobius iguestensis Wunderlich, 1992 (Канарские о-ва)
- Oecobius incertus Wunderlich, 1995 (Северная Африка)
- Oecobius infierno Wunderlich, 1987 (Канарские о-ва)
- Oecobius infringens Wunderlich, 2011 (Канарские о-ва)
- Oecobius interpellator Shear, 1970 (США)
- Oecobius isolatoides Shear, 1970 (США, Мексика)
- Oecobius isolatus Chamberlin, 1924 (США, Мексика)
- Oecobius juangarcia Shear, 1970 (Мексика)
- Oecobius lampeli Wunderlich, 1987 (Канарские о-ва)
- Oecobius latiscapus Wunderlich, 1992 (Канарские о-ва)
- Oecobius linguiformis Wunderlich, 1995 (Канарские о-ва)
- Oecobius longiscapus Wunderlich, 1992 (Канарские о-ва)
- Oecobius maЧадoi Wunderlich, 1995 (Португалия, Испания)
- Oecobius maculatus Simon, 1870 (от Средиземноморья до Азербайджана)
- Oecobius marathaus Tikader, 1962 (Пантропики)
- Oecobius maritimus Wunderlich, 1987 (Канарские о-ва)
- Oecobius minor Kulczyn’ski, 1909 (Азорские о-ва, Мадейра)
- Oecobius nadiae (Spassky, 1936) (Центральная Азия, Китай)
- Oecobius navus Blackwall, 1859 (повсеместно)
  - Oecobius navus hachijoensis Uyemura, 1965 (Япония)
- Oecobius palmensis Wunderlich, 1987 (Канарские о-ва)
- Oecobius parapsammophilus Wunderlich, 2011 (Канарские о-ва)
- Oecobius pasteuri Berland & Millot, 1940 (Западная Африка)
- Oecobius paulomaculatus Wunderlich, 1995 (Алжир)
- Oecobius persimilis Wunderlich, 1987 (Канарские о-ва)
- Oecobius petronius Simon, 1890 (Йемен)
- Oecobius piaxtla Shear, 1970 (Мексика)
- Oecobius pinoensis Wunderlich, 1992 (Канарские о-ва)
- Oecobius przewalskyi Hu & Li, 1987 (Тибет)
- Oecobius psammophilus Wunderlich, 2011 (Канарские о-ва)
- Oecobius pseudodepressus Wunderlich, 1992 (Канарские о-ва)
- Oecobius putus O. P.-Cambridge, 1876 (Египт, Судан to Азербайджан (США, introduced))
- Oecobius rhodiensis Kritscher, 1966 (Греция)
- Oecobius rioensis Wunderlich, 1992 (Канарские о-ва)
- Oecobius rivula Shear, 1970 (Мексика)
- Oecobius rugosus Wunderlich, 1987 (Канарские о-ва)
- Oecobius selvagensis Wunderlich, 1995 (Селваженш)
- Oecobius sheari Benoit, 1975 (Чад)
- Oecobius similis Kulczyn’ski, 1909 (Мадейра, Канарские о-ва, Азорские о-ва, St. Helena)
- Oecobius simillimus Wunderlich, 2011 (Канарские о-ва)
- Oecobius sinescapus Wunderlich, 2017 (Канарские о-ва)
- Oecobius sombrero Wunderlich, 1987 (Канарские о-ва)
- Oecobius tadzhikus Andreeva & Tyschchenko, 1969 (Центральная Азия)
- Oecobius tasarticoensis Wunderlich, 1992 (Канарские о-ва)
- Oecobius teliger O. P.-Cambridge, 1872 (Ливан)
- Oecobius templi O. P.-Cambridge, 1876 (Египт, Судан)
- Oecobius tibesti Shear & Benoit, 1974 (Чад)
- Oecobius trimaculatus O. P.-Cambridge, 1872 (Иордания)
- Oecobius unicoloripes Wunderlich, 1992 (Канарские о-ва)